# Лекихино
Лекихино — деревня в Карамышевской волости Псковского района Псковской области России.
Расположена в 14 км к югу от села Карамышево и в 51 км к востоку от центра города Пскова.
Численность населения деревни по состоянию на 2000 год составляла 3 человека.
До 1 января 2010 года деревня входила в состав ныне упразднённой Осиновичской волости.